# Lissocephala bicolor
Lissocephala bicolor är en tvåvingeart som först beskrevs av Johannes Cornelis Hendrik de Meijere 1911.  Lissocephala bicolor ingår i släktet Lissocephala och familjen daggflugor.